# Milan Antal
| Entdeckte Asteroiden: 17 | Entdeckte Asteroiden: 17 |
| ------------------------ | ------------------------ |
| (1807) Slovakia          | 20. August 1971          |
| (3393) Štúr              | 28. November 1984        |
| (3730) Hurban            | 4. Dezember 1983         |
| (4573) Piešťany          | 5. Oktober 1986          |
| (5025) Mecisteus         | 5. Oktober 1986          |
| (6545) Leitus            | 5. Oktober 1986          |
| (7641) 1986 TT6          | 5. Oktober 1986          |
| (9543) Nitra             | 4. Dezember 1983         |
| (10293) Pribina          | 5. Oktober 1986          |
| (11014) Svätopluk        | 23. August 1982          |
| (13916) Bernolák         | 23. August 1982          |
| (16435) Fándly           | 7. November 1988         |
| (19955) Hollý            | 28. November 1984        |
| (20991) Jánkollár        | 28. November 1984        |
| (23444) Kukučín          | 5. Oktober 1986          |
| (32773) 1986 TD          | 5. Oktober 1986          |
| (48413) 1986 TB7         | 9. Oktober 1986          |

Milan Antal (* 19. September 1935 in Zábřeh; † 2. November 1999 in Piešťany) war ein slowakischer Astronom und Asteroidenentdecker.
Im Jahre 1973 konnte er zwei Ausbrüche (Flares) des Kometen 41P/Tuttle-Giacobini-Kresak beobachten. Antal war Gründungsmitglied und Vizepräsident der 1989 gegründeten General Štefánik Society. 
Während seiner Arbeit am Observatorium Skalnaté Pleso entdeckte er zahlreiche Asteroiden. Der Asteroid (6717) Antal ist nach ihm benannt.